# Enielkenie acaroides
Genre
Espèce
Enielkenie acaroides, unique représentant du genre Enielkenie, est une espèce d'araignées aranéomorphes de la famille des Anapidae.

## Distribution
Cette espèce est endémique de Taïwan.

## Description
Le mâle holotype mesure 0,99 mm et la femelle paratype 0,94 mm.

## Publication originale
- Ono, Chang & Tso, 2007 : Three new spiders of the families Theridiidae and Anapidae (Araneae) from southern Taiwan. Memoirs of the National Science Museum Tokyo, vol. 44, p. 71-82 (texte intégral).